# Canuto I da Dinamarca
Canuto I da Dinamarca (em dinamarquês:  Knud 1., Hardeknud ou Hardegon; nascido por volta de 880 - morto em 948) foi rei da Dinamarca de 917 até 948.

## História
Por volta de 890, e de acordo com o clérigo Adão de Bremen que veio da Alemanha para gravar a história dos arcebispos de Bremen, o rei Helge foi deposto e a Dinamarca conquistada pelos suecos liderados por Olavo o Impetuoso. Olof, juntamente com os seus dois filhos Gyrd e Gnupa, tomou o reino "pela força das armas" e reinaram juntos, fundando a Casa de Olaf na Dinamarca. Adão relata que foram sucedidos por Sigtrygg, filho de Gnupa e de uma nobre dinamarquesa de nome Asfrid.

### Chegada ao poder
Adão conta que o reinado de Sygtrigg foi de curta duração, e que Canuto veio da "Nortemânia", a "terra dos homens do Norte", (talvez Noruega ou Normandia) que fora recentemente colonizada por viquingues dinamarqueses. Canuto rapidamente destronou o jovem rei Sigtrygg, e reinou sem oponentes durante cerca de trinta anos. Contudo as "Crónicas dos Saxões" de Viduquindo de Corvey relatam a derrota e batismo forçado do rei dinamarquês Chnuba em 934 às mãos do rei alemão Henrique.  Da mesma forma, a Saga de Olavo Tryggvasson conta a derrota de Gnupa por Gormo, o Velho. Alguns historiadores (i.e. Storm) tomam isso como indicação de que Gnupa, o pai de Sigtrygg, ainda reinou em pelo menos parte da Dinamarca durante mais tempo do que credita Adão de Bremen.